# Júlio Augusto Barbosa Carneiro
Júlio Augusto Barbosa Carneiro (Rio de Janeiro, 24 de outubro de 1891 - Genebra, 13 de março de 1989) foi um diplomata brasileiro. Ocupou os cargos de embaixador do Brasil no Paraguai (1947-1950) e no Chile (1950-1952). 
Em sua atividade diplomática, teve papel de destaque em negociações comerciais na Liga das Nações. 
Foi diretor do Conselho Federal de Comércio Exterior, órgão consultivo sobre comércio exterior da Presidência da República. No cargo, reconhecido como de ministro, reformou o órgão, atribuindo-lhe papel de destaque na condução de relações econômico-financeiras com outros países e na orientação estratégica da economia brasileira. Foi desse conselho que surgiram os estudos para a formação do Conselho Nacional do Petróleo.
A atuação de Barbosa Carneiro em assuntos econômicos foi visto como pioneira na participação de diplomatas nesses assuntos.